# Standard-Triumph (Eire)
Standard-Triumph (Eire), vorher Standard Motor Company (Eire), war ein Montagewerk für Kraftfahrzeuge und damit Teil der Automobilindustrie in Irland.

## Unternehmensgeschichte
Das Unternehmen entstand 1958 in Dublin, nachdem die britische Standard Motor Company McEntagart Bros. übernommen hatte. Die Montage von Automobilen wurde fortgesetzt. Die Teile kamen von Standard, Triumph, Peugeot und Rover. Am 1. Januar 1970 wurde British Leyland Ireland für die Marken Rover und Triumph gegründet wurde. Dies war die Nachfolgegesellschaft.

## Fahrzeuge
Von Standard ist nur der Standard Ten aus der Zeit bis 1959 überliefert.
Der Standard Pennant wurde 1958 als Triumph Pennant angeboten. Der Triumph Herald wurde von 1959 bis 1971 montiert.
Der Peugeot 403 wurde von 1958 bis 1961 für Peugeot (Ireland) montiert.
Rover entstanden von etwa 1959 bis 1975. Genannt sind Rover P4 als Rover 80 sowie Land Rover.

## Produktionszahlen
1958 wurden 120 Peugeot montiert und im Folgejahr 180. 1959 und 1960 waren es jeweils 240. In der Summe sind das 780. Die Zulassungszahlen sind allerdings geringer.
Nachstehend die Zulassungszahlen in Irland für Standard-, Triumph-, Peugeot- und Rover-Fahrzeuge aus den Jahren, in denen Standard-Triumph (Eire) sie montierte. Die Zahlen des ersten Jahres beinhalten auch die Montagen durch McEntagart Motors, da eine Splittung innerhalb eines Jahres nicht möglich ist.
| Jahr  | Standard      | Triumph       | Peugeot | Rover         | Summe         |
| ----- | ------------- | ------------- | ------- | ------------- | ------------- |
| 1958  | 545           | 65            | 124     |               | 734           |
| 1959  | 482           | 226           | 110     | 42            | 860           |
| 1960  | 101           | 541           | 163     | 57            | 862           |
| 1961  | 83            | 576           | 186     | 37            | 882           |
| 1962  | 47            | 621           |         | 50            | 718           |
| 1963  | nicht bekannt | nicht bekannt |         | nicht bekannt | nicht bekannt |
| 1964  |               | 900           |         | nicht bekannt | 900           |
| 1965  |               | 1.102         |         | 48            | 1.150         |
| 1966  |               | 1.301         |         | 76            | 1.377         |
| 1967  |               | 1.330         |         | 124           | 1.454         |
| 1968  |               | 1.709         |         | 264           | 1.973         |
| 1969  |               | 1.528         |         | 331           | 1.859         |
| Summe | 1.258         | 9.899         | 583     | 1.029         | 12.769        |